# Вятролужа-Перша
Вятролужа-Перша (пол. Wiatrołuża Pierwsza) — село в Польщі, у гміні Сувалки Сувальського повіту Підляського воєводства.
Населення — 45 осіб (2011).
У 1975-1998 роках село належало до Сувальського воєводства.

## Демографія
Демографічна структура станом на 31 березня 2011 року:
|          | Загалом | Допрацездатний вік | Працездатний вік | Постпрацездатний вік |
| -------- | ------- | ------------------ | ---------------- | -------------------- |
| Чоловіки | 21      | 2                  | 14               | 5                    |
| Жінки    | 24      | 7                  | 9                | 8                    |
| Разом    | 45      | 9                  | 23               | 13                   |